# Оздоева, Фируза Гиреевна
Фируза́ (Фируса, Фирюза) Гире́евна (Гериевна) Оздо́ева (ингуш. Оздой Гӏайре Фируза; 31 декабря 1929, с. Базоркино, Ингушская АО — 27 апреля 2010, Магас, Ингушетия) — советский и российский лингвист, доктор филологических наук, профессор, заслуженный работник высшей школы Российской Федерации (2005).

## Биография
Родилась в ингушской семье в селе Базоркино (ныне Чермен) Ингушской автономной области. Отец, Гирей Оздоев, занимал различные ответственные партийные, мать занималась воспитанием дочери. В 1937—1944 годы обучалась в средней школе г. Орджоникидзе.
В 1954 году окончила отличием окончила Киргизский государственный университет (г. Фрунзе) по специальности «английский язык». Позже преподавала там же в университете, на кафедре английского языка.
С 1959 года по 1962 год Оздоева работала младшим научным сотрудником сектора языка Чечено-Ингушского научно-исследовательского института истории, языка и литературы при Совете Министров ЧИАССР. В 1962 году перешла в Чечено-Ингушский педагогический институт в качества старшего преподавателя кафедры чеченского и ингушского языков и литературы. С 1976 года по 1982 год, затем с 1987 года по 1992 год — декан филологического факультета.
В 1993 году переехала в Ингушетию. С 1994 года преподавала в Ингушском государственном университете: профессор кафедры языкознания, с 1995 — заведующая кафедрой ингушской филологии, с 2000 — проректор по научной работе.
С 1984 года — член Комитета СССР «Солидарности стран Азии и Африки», с 2008 — председатель Конгресса интеллигенции Республики Ингушетия.

### Семья
Муж — Руслан Израилович Мамилов (1928—1993), скульптор.

## Научная деятельность
В 1962 году защитила диссертацию «Послелоги в системе чеченского и ингушского литературных языков» на соискание ученой степени кандидата филологических наук. В 1963 году утверждена званием доцента по кафедре «английский язык» Киргизского госуниверситета.
С 1976 года являлась организатором научной школы по исследованию ингушского языка.
В 1982 году защитила в Институте языкознания АН Грузинской ССР (г. Тбилиси) диссертацию «Служебные части речи в нахских языках (синхронно-диахронный анализ)» на соискание ученой степени доктора филологических наук, став тем самым первой женщиной – доктором наук в Чечено-Ингушской АССР. Решением ВАК при Совете Министров СССР от 15 марта 1985 года Оздоеве присуждено ученая степень доктора филологических наук.
17 апреля 1987 года решением ВАК при Совете Министров СССР Оздоеве присвоено ученое звание профессора по кафедре «Вайнахская филология».
Организовала и осуществляла руководство Всероссийскими научными конференциями: «Ингуши и ингушский язык среди народов и языков Российской Федерации» и «150-летие со дня рождения первого ингушского ученого и просветителя Чаха Ахриева».
Учитывая огромные заслуги Оздоевой в языкознании, в 1998 году она была приглашена для чтения лекций в Калифорнийский университет, где вместе с известным лингвистом и кавказоведом, профессором Дж. Николс, работала над составлением англо-ингушского словаря («Ingush-English and English-Ingush Dictionary. 
Ghalghaai-ingalsii, ingalsii-ghalghaai Lughat. 
ГIалгIай-ингалсий, ингалсий-гIалгIай лугIат»), включившим в себя 6000 слов.
Входила в состав диссертационных советов при Северо-Осетинском государственном университете им. К.Хетагурова и Чеченском государственном университете.
Подготовила 11 кандидатов наук.
Автор более 70 научных работ, в том числе монографий.

## Награды
- диплом и премия имени академика А. С. Чикобава (1998) — за большой вклад в развитие иберийско-кавказского языкознания
- Заслуженный деятель науки ЧИАССР
- почётный знак «Отличник высшего образования» (дважды)
- медаль «За трудовую доблесть»
- орден «За заслуги» Республики Ингушетия
- знак «Почётный работник высшего профессионального образования Российской Федерации»
- Заслуженный деятель науки Республики Ингушетия
- Заслуженный работник высшей школы Российской Федерации (2005).

## Память
- Именем Фирузы Оздоевой названа улица в г. Магасе — столице Ингушетии[5]
- Имя Ф. Г. Оздоевой внесено в третий выпуск энциклопедии «Лучшие люди России».

### На русском
- Гешаев М. Б. Знаменитые ингуши. — Турин: STIG, 2003. — Т. 1. — С. 520—523. — 620 с. — 2000 экз.

### На ингушском
- Арчаков С. Наьна мотт хьехачар гӏонча (ингуш.) // «Сердало» : тип  / и. о. гл. ред.: Я. Султыгов. — 2019. — 19 лайчилла (№ 172). — С. 2—3.